# Jihae
Jihae Kim (Seúl, 7 de febrero de 1989), conocida monónimamente como Jihae, es una cantante, actriz y modelo surcoreana. Debutó como cantante en 2007 y desde entonces ha lanzado cuatro álbumes de larga duración. Como actriz, ha aparecido en la miniserie Mars (2016), la película Mortal Engines (2018), la serie de Netflix Altered Carbon y la serie de HBO Succession.

## Biografía
Jihae nació en Seúl, Corea del Sur. Hija de un diplomático, creció en Nigeria y Suecia. Asistió a la Universidad Emory, donde se graduó con una licenciatura en ciencias políticas.

## Carrera
Jihae comenzó su carrera como modelo apareciendo en anuncios de la marca de ropa femenina Eileen Fisher.
En 2007, lanzó su primer álbum, My Heart Is an Elephant. Un vídeo para el álbum presenta al cineasta Michel Gondry tocando la percusión usando utensilios de cocina y al músico Lenny Kravitz tocando la guitarra y el bajo. Jihae lanzó su segundo álbum, Elvis is Still Alive, en 2008.
En 2009, Jihae lanzó su propio sello musical y compañía multimedia, Septem.
En 2010, Jihae cocreó una ópera rock, Fire Burning Rain, con el dramaturgo y director ganador del premio Oscar John Patrick Shanley, basada en su álbum conceptual del mismo nombre. Lanzó su cuarto álbum, Illusion of You, en 2015. Coprodujo el álbum con Dave Stewart de Eurythmics, así como con Stuart Matthewman y Jean-Luc Sinclair. El álbum incluye una canción coescrita por Leonard Cohen.
Jihae tuvo su primer papel importante como actriz en 2015, cuando interpretó a las hermanas gemelas Joon y Hana Seung en la miniserie de National Geographic Mars. En 2018, interpretó a Anna Fang en la película Mortal Engines.

## Activismo
En 2012, Jihae y Dave Stewart grabaron la canción "Man to Man, Woman to Woman", que fue elegida por la entonces Secretaria de Estado Hillary Clinton como tema principal de la campaña Hours Against Hate de 2012 para combatir la intolerancia. Jihae y Stewart interpretaron la canción en un concierto en Londres el 24 de julio.

## Discografía

### Álbumes de estudio
- My Heart Is An Elephant (2007)[2]
- Elvis Is Still Alive (2008)[6]
- Fire Burning Rain (2010)[7]
- Illusion of You (2018)[2]

### Álbumes digitales
- Fire Burning Rain[11]
- My Heart Is An Elephant[12]
- Elvis Is Still Alive[13]
- Illusion Of You[14]
- Afterthough[15]

## Filmografía

### Películas
| Año  | Título         | Papel                     | Ref.   |
| ---- | -------------- | ------------------------- | ------ |
| 2009 | 2B             | Cantante (como Jihae Kim) | [ 16 ] |
| 2018 | Mortal Engines | Anna Fang                 | [ 17 ] |

### Televisión
| Año       | Título         | Papel                   | Ref.   |
| --------- | -------------- | ----------------------- | ------ |
| 2016-2018 | Mars           | Joon Seung y Hana Seung | [ 18 ] |
| 2020      | Altered Carbon | Takeshi Kovacs          | [ 19 ] |
| 2021      | Succession     | Berry Schneider         | [ 3 ]  |
| 2024      | Dune: Prophecy | Kasha                   | [ 20 ] |